# Szelest Spadających Papierków
Szelest Spadających Papierków – formacja muzyczna powstała w 1985 roku w Gdańsku. W latach 80. grali improwizowaną, awangardową muzykę, opisywaną jako „chaotyczny, ekstremalny hałas” inspirowany „dokonaniami zachodniej awangardy” i nurtem industrialnym. Skład zespołu był bardzo zmienny, „ustalany był niemal tuż przed koncertem”. W 2008 r. grupa odrodziła się jako duet reprezentujący styl noise.
Grupa w latach 80. była w stałej współpracy ze środowiskiem Totart.

## Skład zespołu[3][5]

### Skład
- Sławomir „Ozi” Żamojda – gitara, skrzypce, Game Boy (1985–1989, 1999, od 2008)
- Szymon Albrzykowski – bas, generatory, taśmy (1985–1989, 1999, od 2008)
- Krzysztof Siemak – gitara, pętle (1988–1989, 1999)
- „Medyk” – trąbka (1986–1989)
- „Siwy” – saksofon (1985–1986)

### Gościnna współpraca
- Mariusz „Badżi” Dunaj – perkusja (1988)
- Joanna Charchan – saksofon altowy (1999)
- Paweł „Konjo” Konnak – wokal (1999)
- Tomasz Ballaun – perkusja (1999)

## Dyskografia[3]

### Albumy
- Kletnictwo (2008, CD)

### Albumy koncertowe
- The Anti-Third Reich 'n' Roll (1987, MC)[1]
- Płyta redłowska (1999, CD)
- L.ive plama (2009, CD)
- Rascheln fallender Papiere (2011, CD)

### Kompilacje
- Trójmiejski wiatr (2009, CD)

### Kompilacje różnych wykonawców
- Polish Road (1989, MC)[6]